# Gualöv
Gualöv est une localité suédoise dans la commune de Bromölla en Scanie.
Sa population était de 497 habitants en 2019. 